# 中ノ沢温泉
中ノ沢温泉（なかのさわおんせん）は、福島県耶麻郡猪苗代町（旧国陸奥国、明治以降は岩代国）にある温泉。

## 泉質
- 酸性・含硫黄-カルシウム・アルミニウム-硫酸塩・塩化物泉
  - 源泉温度68.3℃。
- 湧出量が毎分１４，２００リットル（単一の湧出口からの湧出量としては日本一）令和5年6月現在
- 酸性度はPH2.1～1.8
- 飲泉すると胃腸病に効果があるが、まるでレモン汁のような味がする。飲泉時はお猪口1杯程度。
- 源泉は安達太良山の噴火口(沼ノ平)の近くにあり、そこから直線距離で約7㎞引湯している。源泉地付近には沼尻温泉が存在する。

### 効能
- 胃腸病・リウマチ性疾患・慢性皮膚疾患・運動機能障害・慢性胃腸病・病後回復期(リハビリ)・婦人病・関節痛・水虫・痔・糖尿病・高血圧・また強い殺菌力があるため切り傷などの外傷にも効能がある。

※ 効能は万人に対して効果を保障するものではない。

## 温泉街
- 安達太良山西麓、磐梯山との間にある静かな温泉街。東は安達太良山、西は磐梯山、北は吾妻山系の山々に取り囲まれた山の宿である。
- 火山性の強酸性の湯で、金属やプラスチックは長持ちしないので、風呂場は木や石が主体。また、露天風呂を売りにした旅館・ホテルが多い。
- 共同浴場・日帰り入浴施設は無い。日帰り利用は旅館・ホテルの外来入浴を利用する。

## 歴史
- 文禄年間（西暦1600年頃）に平近平氏によって安達太良山麓より発見されて以来、農閑期の湯治湯として利用。1885年（明治18年）には遠藤勝吉氏を中心とした地元民により、源泉から中ノ沢まで約7㎞引湯された。当時より酸性の強い高温の薬湯として珍重された温泉は、1886年（明治19年）の旅館開業（当時3軒）以来、多くの方々に親しまれ利用されてきた。

## アクセス
- 公共交通：磐梯東都バスの路線バス（JR猪苗代駅⇔達沢）「中ノ沢温泉」停留所より徒歩すぐ。
- 車：磐越自動車道・磐梯熱海ICより県道24号線猪苗代方面へ約20分
- 車：磐越自動車道・猪苗代磐梯高原ICより国道115号線を福島方面へ約25分

## 周辺
- 沼尻温泉
- 沼尻スキー場
- ボナリ高原ゴルフクラブ
- 母成峠
- 横向温泉
- 箕輪スキー場
- 磐梯吾妻スカイライン
- 磐梯吾妻レークライン